# Parasecodella
Parasecodella is een geslacht van vliesvleugeligen uit de familie Eulophidae. De wetenschappelijke naam van dit geslacht is voor het eerst geldig gepubliceerd in 1915 door Girault.

## Soorten
Het geslacht Parasecodella omvat de volgende soorten:
- Parasecodella bouceki Narendran & Surekha, 1992
- Parasecodella dickensi Girault, 1915
- Parasecodella nigricorpus (Khan & Shafee, 1985)
- Parasecodella obscura (Thomson, 1878)
- Parasecodella pantnagarensis Khan, Agnihotri & Sushil, 2005